# ホワイトマン
ホワイトマンは、パフォーマンスアーティストのイシコがリーダーとなり、 2003年から2007年まで活動した白塗りの集団。国内外問わず50名近いメンバーが顔を白塗りにすることでさまざまなボーダーを取り払い、パフォーマンスアートの手法を使いながら、ショーや写真などの表現活動、環境教育、政治など、様々な分野で活動した。

## 経歴
- 2003年（有）ホワイトマンプロジェクト設立[1]。
- 「古本ラジオ」、「エコラジオ」、「カフェラジオ」、「デザインラジオ」、「コンテンツラジオ」などのラジオシリーズを経て[2]、2004年1月「プレゼンラジオ」＠青山円形劇場　ラジオシリーズの集大成を行う。プレゼンテーションをショーにしようと8ステージ全て違う分野のプレゼンショー開催。6日間で50コンテンツを繰り出す実験的なショーを行う[3]。
- 2005年スパイラルガーデンにて架空の旅行会社というスタイルのアートプロジェクト出展[4]。
- 2005年映画スーパーサイズ・ミーの日本公開の際、プロモーションの一環として、ホワイトマン「イシコ」が1ヶ月90食寿司を食べ続ける様子を綴ったブログが話題になる[5]。
- 2006年丸の内朝大学のナビゲーター[6]や北杜市の「日本一の朝プロジェクト」の朝マイスター[7]をホワイトマンが担当する。
- 2007年夏の参議院選挙にて、民主党全国キャラバン政策アピールミュージカルで日本縦断。[8]

## エピソード
- 直感で動き、表現で遊ぶ、体験型の21世紀型プロジェクト[9]と評されていた。
- 人に「人生」があるように本にも「本生」があると、いくつかのイベントで観客に本をプレゼントするなどしながら、本に旅をさせることを提言していた。[10]
- 表参道界隈[11]で、「ホワイトマンカフェ」[12]や「ホワイトバール」[13]など、白塗りの店員がいる期間限定のカフェやバーを開いていた時期がある。
- クラシックカーレース「ミッレミリア」の日本版に参加していた[14]。
- ボブルビー（スウェーデンのバッグメーカー）とのコラボ商品[15]を発表したことがある。

## 主なメンバー
- No.1イシコ（ホワイトマン代表）
- No.2　カマン（俳優）
- No.３　コープマン（俳優）
- No.４　レインボーマン（画家）
- No.５　メタルマン（俳優）
- No.６　Ｋ３（パフォーマー）
- No.７　かめら〜まん（カメラマン）
- No.８　オメン（デザイナー）
- No.９　ブランドン（アパレルバイヤー）
- No.１０　バランスマン（出版プロデューサー）
- No.１１　ボッチャマン（家具デザイナー）
- No.１２　アニマン（獣医）
- No.１３　ウサプリン（カメラマン）
- No.１４　ブラウン（映像作家）
- No.１５　ヒーマン（音楽家）
- No.１６　アトムン（ラッパー）
- No.１７　シャーマン（ヘアデザイナー）
- No.１８　ロイヤン（弁護士）
- No.１９　ズジョウ（輸入業社長）
- No.２０　ツジツマン（スキーウェアブランディング部長）
- No.２１　ムジュマン（会計士）
- No.２２　リーマン（サラリーマン）
- No.２３　ゲーマン（ゲームプロデューサー）
- No.２４　キャスパー（映画プロデューサー）
- No.２５　マウスマン（サーファー）
- No.２６　リョウ（高校生）
- No.２７　ショウ（高校生）
- No.２８　ストーンマン（宝石商）
- No.２９　キーマン（ＩＴ企業社長）
- No.３０　ち～ムーン（ヴォイストレーナー）
- No.３１　ホーガン（スキーコーチ）
- No.３２　アッパー（アパレルメーカー社長）
- No.３３　イタロ（イベント会社社長）
- No.３４　バルーンマン（小学生）
- No.３５　ピースマン（海の家オーナー）
- No.３６　ネーザン（ベーシスト）
- No.３７　ショッカー（書家）
- No.３８　ミカエル（万博プロデューサー）
- No.３９　カロン（民俗学研究者）
- No.４０　サイエンスマン（科学者）
- No.４１　エターナルドリーマー（メーカー部長）